# Lionycteris spurrelli
Lionycteris spurrelli — вид родини листконосові (Phyllostomidae), ссавець ряду лиликоподібні (Vespertilioniformes, seu Chiroptera).

## Морфологічні особливості
Довжина голови і тіла між 46 і 57 мм, довжина передпліччя 32—37 мм, довжина хвоста від 5 до 8 мм, довжина стопи від 8 до 11 мм, довжина вух від 10 до 14 мм і вага до 10 гр. Спинна частина може бути темно-коричневою, червонувато-коричневою і червонуватою, з основою волосся темнішою, а черевна частина коричнево-оливкового кольору. Морда вузька, видовжена і забезпечена невеликими вусами. Зубна формула: 2/2, 1/1, 2/3, 3/3 = 34. Каріотип, 2n=28 FN=50.

## Екологія
Їсть пилок і нектар. Ховається в печерах, скелястих тунелях або зрошувальних каналах.

## Середовище проживання
Країни поширення: Болівія, Бразилія, Колумбія, Еквадор, Французька Гвіана, Гаяна, Панама, Перу, Суринам, Венесуела. Живе в тропічних лісах, садах і на плантаціях до 1400 метрів над рівнем моря. 